# Sandtjärnen, Hälsingland
Sandtjärnen är en sjö i Härjedalens kommun i Hälsingland och ingår i Ljusnans huvudavrinningsområde. Sjön har en area på 0,249 kvadratkilometer och ligger 420,4 meter över havet. Sjön avvattnas av vattendraget Kvarnån.

## Delavrinningsområde
Sandtjärnen ingår i det delavrinningsområde (687062-144935) som SMHI kallar för Utloppet av Sandtjärnen. Medelhöjden är 460 meter över havet och ytan är 2,45 kvadratkilometer. Räknas de 3 avrinningsområdena uppströms in blir den ackumulerade arean 14,85 kvadratkilometer. Kvarnån som avvattnar avrinningsområdet har biflödesordning 3, vilket innebär att vattnet flödar genom totalt 3 vattendrag innan det når havet efter 202 kilometer. Avrinningsområdet består mestadels av skog (47 procent) och sankmarker (25 procent). Avrinningsområdet har 0,24 kvadratkilometer vattenytor vilket ger det en sjöprocent på 9,9 procent.